# Ferrovia Velletri-Segni
La ferrovia Velletri-Segni era una linea ferroviaria del Lazio, un tempo parte del primo collegamento ferroviario per Ceprano e Napoli; oggi non è più esistente.

## Storia

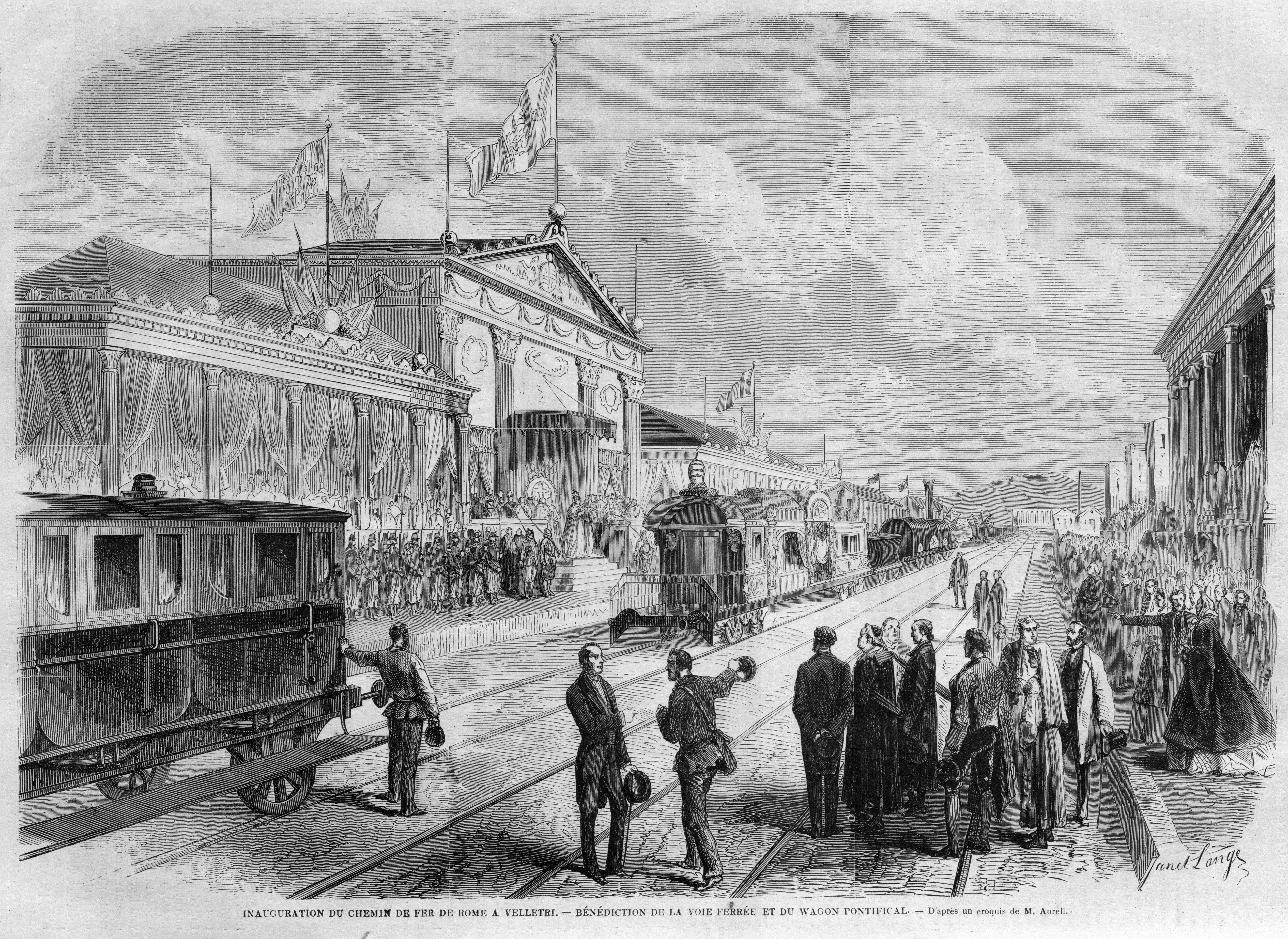
Inaugurazione Ferrovia Roma-Velletri, 27-01-1862 (L'Illustration, 1862)

Le origini della linea risalgono alla Notificazione emanata il 7 novembre 1846 dal governo dello Stato Pontificio per la costruzione di 4 linee ferroviarie tra cui la Roma-Velletri-Segni-Frosinone-Ceprano.. La concessione venne affidata ad una società la Pia Latina (dal 1854 divenuta Società per la ferrovia Pio Latina) che nel 1856 apriva il tratto da Roma-Porta Maggiore a Frascati via Ciampino, nell'estate del 1859 quello fino a Cecchina, il 27 gennaio 1862 quello fino a Segni e a dicembre 1862 i successivi, fino a Ceprano. La ferrovia fu inaugurata interamente, per la parte romana il 1863 da papa Pio IX, come parte del primo collegamento ferroviario fra Roma e Napoli (via Velletri, Segni, Frosinone, Cassino e Caserta) ma venne aperta al pubblico solo dal 1º dicembre dello stesso anno. La linea era a semplice binario, ma con sede predisposta per il raddoppio (mai realizzato).
Nel 1892 in seguito all'attivazione dell'importante variante fra Ciampino e Segni, tuttora utilizzata dalla ferrovia Roma-Napoli (via Cassino), la tratta Velletri-Segni venne declassata a linea di interesse locale, con un modesto traffico pendolare. La Velletri-Segni non fu mai elettrificata: inserita nel novero dei rami secchi, fu chiusa al traffico passeggeri il 20 febbraio 1957. Il servizio viaggiatori venne effettuato da autoservizi sostitutivi, affidati alla ditta Santori&Parenti di Velletri, senza suscitare molti rimpianti. Anzi, si può ben dire che la chiusura passò del tutto o quasi inosservata. Il traffico merci durò fino al luglio 1958 sulla tratta Lariano-Segni e all'aprile 1966 fra Velletri e Lariano, tratta utilizzata come raccordo merci, per l'inoltro delle tradotte composte da carri pianale da caricare con tronchi di castagno, utilizzati dall'amministrazione postale per i pali telegrafici.
Il tronco da Velletri a Lariano venne soppresso nel 1966.

## Caratteristiche
| Continuation backward |

| Unknown route-map component "KBHFxe" |

| Unknown route-map component "exdCONTgq" | Unknown route-map component "excdABZgr" | Unknown route-map component "d" |

| Unknown route-map component "exHST" |

| Unknown route-map component "exHST" |

| Unknown route-map component "exBHF" |

| Unknown route-map component "exHST" |

| Unknown route-map component "exBHF" |

| Unknown route-map component "d" | Unknown route-map component "xcdABZg+l" | Unknown route-map component "dCONTfq" |

| Station on track |

| Continuation forward |